# هويل غرينغر
هويل غرينغر (بالإنجليزية: Hoyle Granger)‏ هو لاعب كرة قدم أمريكية أمريكي، ولد في 7 مارس 1944 في أوبرلين في الولايات المتحدة.

## وصلات خارجية
- هويل غرينغر على موقع مرجع كرة القدم المحترفة.كوم (الإنجليزية)
- هويل غرينغر على موقع قاعة لويزيانا للمشاهير الرياضية (الإنجليزية)